# یواس‌اس لیبرتی (۱۷۷۵)
یواس‌اس لیبرتی (۱۷۷۵) (به انگلیسی: USS Liberty (1775)) یک کشتی بود. این کشتی در سال ۱۷۷۵ ساخته شد.